# Klekotów
Klekotów (ukr. Клекотів) – wieś na zachodniej Ukrainie, w obwodzie lwowskim, w rejonie złoczowskim. Wieś liczy 314 mieszkańców.

## Historia
W 1419 król Władysław II Jagiełło przeniósł wieś na prawo niemieckie.
26 marca 1490 Dymitr z Chodorowstawu zamienił swą dziedziczną karczmę we wsi Czyszki z dodatkiem 500 grzywien na wsi Klekotów i Malechów.
Urodził się tutaj Leo Kanner (1894–1981), twórca psychiatrii dziecięcej.
W II Rzeczypospolitej miejscowość od 1934 należała do gminy wiejskiej Koniuszków w powiecie brodzkim województwa tarnopolskiego.
W czasie okupacji niemieckiej mieszkający we wsi Ukrainiec Martyn Witiuk udzielał pomocy trzem Żydom ukrywającym się w pobliskim lesie, za co w 1946 roku został zamordowany przez ukraińskich nacjonalistów. W 2004 roku Instytut Jad Waszem podjął decyzję o przyznaniu Witiukowi tytułu Sprawiedliwego wśród Narodów Świata.
Do 2020 w rejonie brodzkim. 